# Jēkabpils
Jēkabpils er en by i det østlige Letland, med et indbyggertal på 24 146 (2016). Byen ligger i Jēkabpils distrikt ved bredden af floden Daugava.

## Kendte bysbørn
- Aivars Lembergs – politiker og iværksætter